# Salsigne
Salsigne (okzitanisch Salsinha) ist eine französische Gemeinde mit 388 Einwohnern (Stand 1. Januar 2022) im Département Aude in der Region Okzitanien. Sie gehört zum Arrondissement Carcassonne und zum Kanton La Vallée de l’Orbiel.

## Lage
Das Gemeindegebiet wird vom Flüsschen Rieu Sec und seinem Zufluss Gourg Peyris durchquert.
Nachbargemeinden von Salsigne sind Villanière im Nordosten, Sallèles-Cabardès im Süden, Aragon im Südwesten und Villardonnel im Westen.

## Bevölkerungsentwicklung
| Jahr      | 1962 | 1968 | 1975 | 1982 | 1990 | 1999 | 2013 |
| Einwohner | 723  | 689  | 571  | 436  | 372  | 354  | 397  |